# Akodon simulator
Akodon simulator е вид бозайник от семейство Хомякови (Cricetidae).

## Разпространение
Видът е разпространен в Аржентина и Боливия.